# Liste der Resolutionen des UN-Sicherheitsrates (2011)
Diese Liste der Resolutionen des UN-Sicherheitsrates nennt die 66 vom Sicherheitsrat der Vereinten Nationen im Jahr 2011 verabschiedeten Resolutionen.
| Nummer | Beschluss vom | Gegenstand                                                                                      | Mission  |
| ------ | ------------- | ----------------------------------------------------------------------------------------------- | -------- |
| 1967   | 19. Januar    | Verschiedene Aussagen zur Situation in der Elfenbeinküste                                       |          |
| 1968   | 16. Februar   | Verschiedene Aussagen zur Situation in der Elfenbeinküste                                       |          |
| 1969   | 24. Februar   | Verlängerung der Integrierten Mission der UN in Osttimor                                        | UNMIT    |
| 1970   | 26. Februar   | Sanktionierung Libyen infolge des Aufstands in Libyen 2011                                      |          |
| 1971   | 3. März       | Beendigung der United Nations Mission in Liberia (siehe aber 2008 aus 2011 unten)               | UNMIL    |
| 1972   | 17. März      | Verschiedene Aussagen zur Situation in Somalia                                                  |          |
| 1973   | 17. März      | Flugverbotszone für Libyen                                                                      |          |
| 1974   | 22. März      | Verschiedene Aussagen zur Situation in Afghanistan                                              |          |
| 1975   | 30. März      | Regierungskrise in der Elfenbeinküste 2010/2011, Laurent Gbagbo wird zum Rücktritt aufgefordert |          |
| 1976   | 11. April     | Piraterie vor der Küste Somalias                                                                |          |
| 1977   | 20. April     | Verhinderung der Proliferation von Massenvernichtungswaffen.                                    |          |
| 1978   | 27. April     | Situation im Sudan                                                                              | UNMIS    |
| 1979   | 27. April     | Situation in West-Sahara                                                                        |          |
| 1980   | 28. April     | Regierungskrise in der Elfenbeinküste, Sanktionen werden verlängert                             |          |
| 1981   | 13. Mai       | Situation in der Elfenbeinküste                                                                 | UNMIL    |
| 1982   | 17. Mai       | Situation im Sudan                                                                              |          |
| 1983   | 7. Juni       | Aufrechterhaltung von internationalem Frieden und Sicherheit                                    |          |
| 1984   | 9. Juni       | Nichtverbreitung von Atomwaffen: Iran                                                           |          |
| 1985   | 10. Juni      | Nichtverbreitung von Atomwaffen: Nordkorea                                                      |          |
| 1986   | 13. Juni      | Die Situation in Zypern                                                                         | UNFICYP  |
| 1987   | 17. Juni      | Empfehlung für die Ernennung des Generalsekretärs der Vereinten Nationen                        |          |
| 1988   | 17. Juni      | Gefährdung von internationalem Frieden und Sicherheit durch terroristische Akte                 |          |
| 1989   | 17. Juni      | Gefährdung von internationalem Frieden und Sicherheit durch terroristische Akte                 |          |
| 1990   | 27. Juni      | Bericht des Generalsekretärs zum Sudan                                                          |          |
| 1991   | 28. Juni      | Situation in der Demokratischen Republik Kongo                                                  | MONUC    |
| 1992   | 29. Juni      | Die Situation in der Elfenbeinküste                                                             |          |
| 1993   | 29. Juni      | Internationaler Strafgerichtshof für das ehemalige Jugoslawien                                  |          |
| 1994   | 30. Juni      | Die Situation im Nahen Osten                                                                    |          |
| 1995   | 6. Juli       | Internationaler Strafgerichtshof für das ehemalige Jugoslawien                                  |          |
| 1996   | 8. Juli       | Bericht des Generalsekretärs zum Sudan                                                          | UNMISS   |
| 1997   | 11. Juli      | Bericht des Generalsekretärs zum Sudan                                                          |          |
| 1998   | 12. Juli      | Kinder und bewaffnete Konflikte                                                                 |          |
| 1999   | 13. Juli      | Aufnahme neuer Mitgliedsstaaten (Südsudan)                                                      |          |
| 2000   | 27. Juli      | Die Situation in der Elfenbeinküste                                                             |          |
| 2001   | 28. Juli      | Die Situation im Irak                                                                           | UNAMI    |
| 2002   | 29. Juli      | Die Situation in Somalia                                                                        |          |
| 2003   | 29. Juli      | Bericht des Generalsekretärs über den Sudan                                                     | UNAMID   |
| 2004   | 30. August    | Die Situation im Nahen Osten (Libanon)                                                          | UNIFIL   |
| 2005   | 14. September | Die Situation in Sierra Leone                                                                   | UNIPSIL  |
| 2006   | 14. September | Internationaler Strafgerichtshof für Ruanda                                                     |          |
| 2007   | 14. September | Internationaler Strafgerichtshof für das ehemalige Jugoslawien                                  |          |
| 2008   | 16. September | Die Situation in Liberia                                                                        | UNMIL    |
| 2009   | 16. September | Die Situation in Libyen                                                                         |          |
| 2010   | 30. September | Die Situation in Somalia                                                                        |          |
| 2011   | 12. Oktober   | Die Situation in Afghanistan                                                                    |          |
| 2012   | 14. Oktober   | Die Situation in Haiti                                                                          |          |
| 2013   | 14. Oktober   | Internationaler Strafgerichtshof betreffend u. a. den Völkermord in Ruanda                      |          |
| 2014   | 21. Oktober   | Situation im Mittleren Osten                                                                    |          |
| 2015   | 24. Oktober   | Die Situation in Somalia                                                                        |          |
| 2016   | 27. Oktober   | Die Situation in Libyen                                                                         |          |
| 2017   | 31. Oktober   | Die Situation in Libyen                                                                         |          |
| 2018   | 31. Oktober   | Frieden und Sicherheit in Afrika                                                                |          |
| 2019   | 16. November  | Die Situation in Somalia                                                                        |          |
| 2020   | 22. November  | Die Situation in Somalia                                                                        |          |
| 2021   | 29. November  | Die Situation im Kongo                                                                          |          |
| 2022   | 2. Dezember   | Die Situation in Libyen                                                                         |          |
| 2023   | 5. Dezember   | Frieden und Sicherheit in Afrika                                                                |          |
| 2024   | 14. Dezember  | Bericht des Generalsekretärs zum Sudan                                                          |          |
| 2025   | 14. Dezember  | Die Situation in Liberia                                                                        |          |
| 2026   | 14. Dezember  | Die Situation in Zypern                                                                         |          |
| 2027   | 20. Dezember  | Die Situation in Burundi                                                                        |          |
| 2028   | 21. Dezember  | Situation im Mittleren Osten                                                                    |          |
| 2029   | 21. Dezember  | Internationaler Strafgerichtshof betreffend u. a. den Völkermord in Ruanda                      |          |
| 2030   | 21. Dezember  | Situation in Guinea-Bissau                                                                      | UNIOGBIS |
| 2031   | 21. Dezember  | Situation in Zentralafrika                                                                      |          |
| 2032   | 22. Dezember  | Bericht des Generalsekretärs über den Sudan                                                     | UNISFA   |